# XXII legislatura del Regno d'Italia

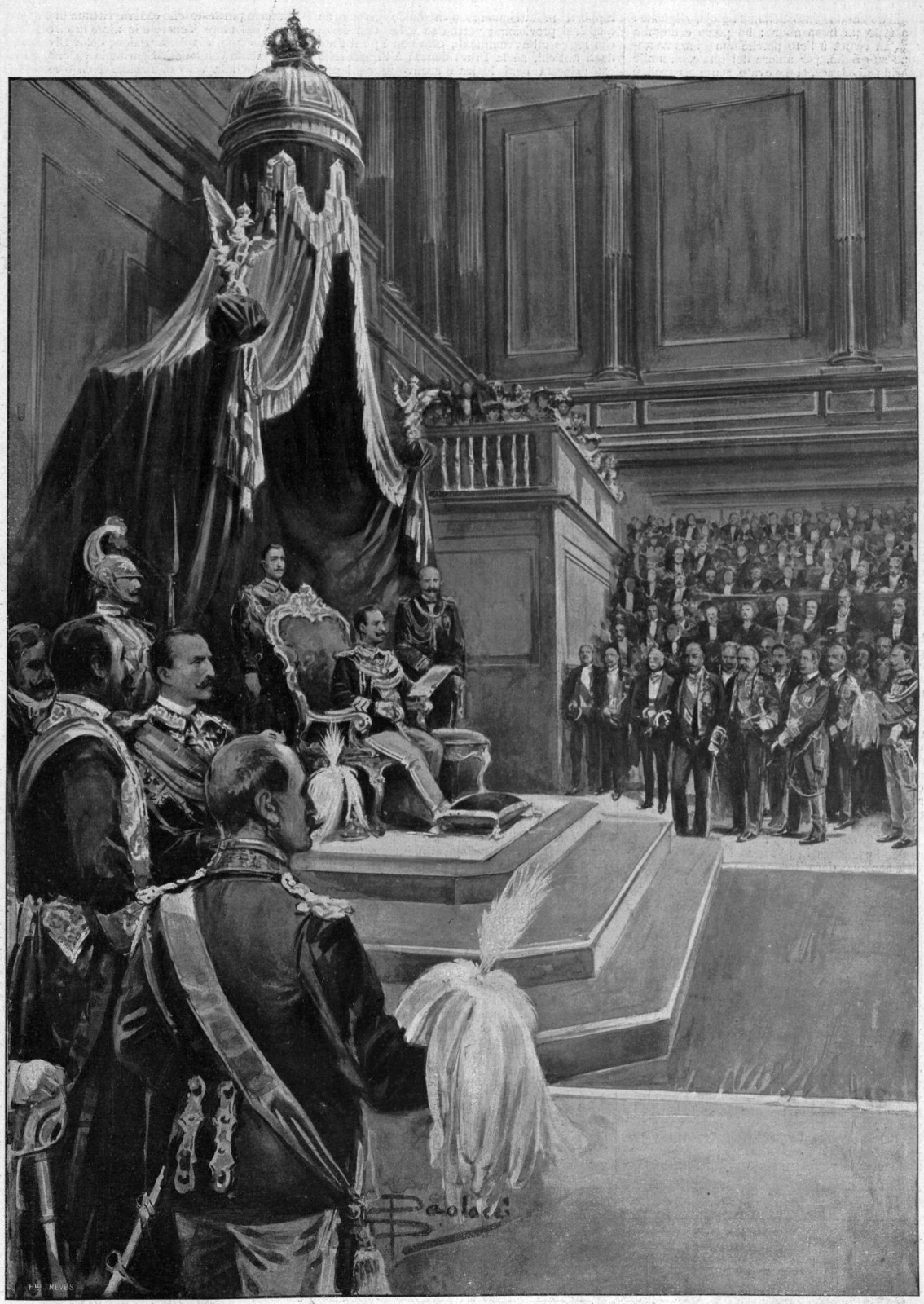
Il Discorso della Corona all'inaugurazione della legislatura

La XXII legislatura del Regno d'Italia ebbe inizio il 30 novembre 1904 e si concluse l'8 febbraio 1909.

## Governi
Governi formati dai Presidenti del Consiglio dei ministri su incarico reale.
1. Governo Giolitti II (3 novembre 1903 - 12 marzo 1905), presidente Giovanni Giolitti (Sinistra storica)
  - Composizione del governo: Sinistra storica
2. Governo Tittoni (12 marzo 1905 - 27 marzo 1905), presidente Tommaso Tittoni (Destra storica)
  - Composizione del governo: Destra storica
3. Governo Fortis I (28 marzo 1905 - 24 dicembre 1905), presidente Alessandro Fortis (Sinistra storica)
  - Composizione del governo: Sinistra storica
4. Governo Fortis II (24 dicembre 1905 - 8 febbraio 1906), presidente Alessandro Fortis (Sinistra storica)
  - Composizione del governo: Sinistra storica
5. Governo Sonnino I (8 febbraio 1906 - 29 maggio 1906), presidente Sidney Sonnino (Destra storica)
  - Composizione del governo: Destra storica
6. Governo Giolitti III (29 maggio 1906 - 11 dicembre 1909), presidente Giovanni Giolitti (Sinistra storica)
  - Composizione del governo: Sinistra storica

## Parlamento

### Camera dei Deputati
- Presidente
  - Giuseppe Marcora, dal 30 novembre 1904 al 10 marzo 1906
  - Giuseppe Biancheri, dal 10 marzo 1906 al 30 gennaio 1907
  - Giuseppe Marcora, dal 2 febbraio 1907 all'8 febbraio 1909

Nella legislatura la Camera tenne 573 sedute.

### Senato del Regno
- Presidente
  - Tancredi Canonico, dal 30 novembre 1904 al 20 marzo 1908
  - Giuseppe Manfredi, dal 20 marzo 1908 all'8 febbraio 1909

Nella legislatura il Senato tenne 287 sedute.